# Burg Obbendorf
Die Burg Obbendorf ist ein ehemaliges Rittergut in Hambach, einem Ortsteil der Gemeinde Niederzier im Kreis Düren, Nordrhein-Westfalen. Die Anlage beheimatet heute ein Hotel-Restaurant.

## Beschreibung
Burg Obbendorf ist eine vierflügelige Anlage, deren Gebäude ein Rechteck bilden und dabei einen Innenhof umschließen. An der Ostecke steht das Wohnhaus mit seinen markanten Giebeln aus der Zeit der Renaissance. Maueranker künden von seinem Baujahr: 1604. Ihm schließt sich nördlich ein dreigeschossiger Torturm an. Die ehemaligen Wirtschaftsgebäude der Burg nehmen den heutigen Süd- und Nordflügel ein und stammen aus dem 19. Jahrhundert. Älteste Teile der Niederungsburg aus Backstein sind ihr Torturm und die Fundamente, die aus der Zeit vom Ende des 13./Beginn des 14. Jahrhunderts stammen. Die einstigen Gräben, welche die Anlage umgaben, sind nur zum geringen Teil noch erhalten.

## Geschichte
Obbendorf wurde 893 im Prümer Urbar erstmals urkundlich erwähnt. Der erste bekannte Besitzer war ein Ritter namens Reinhard von Oppendorp, der 1301 erstmals genannt wurde. Von 1350 bis 1481 waren die Schellarts, Verwandte des Reinhard von Oppendorp, Eigentümer. 1404 wurde der herzogliche Hofmeister Johann Schellart de Oppendorf zusätzlich mit Burg Gürzenich belehnt. Zu jener Zeit wurde der Rittersitz „Obendorph“ genannt. Hermann von Hammerstein wird 1481 als Eigentümer verzeichnet. Diese Familie blieb Besitzer bis zum Beginn des 17. Jahrhunderts.

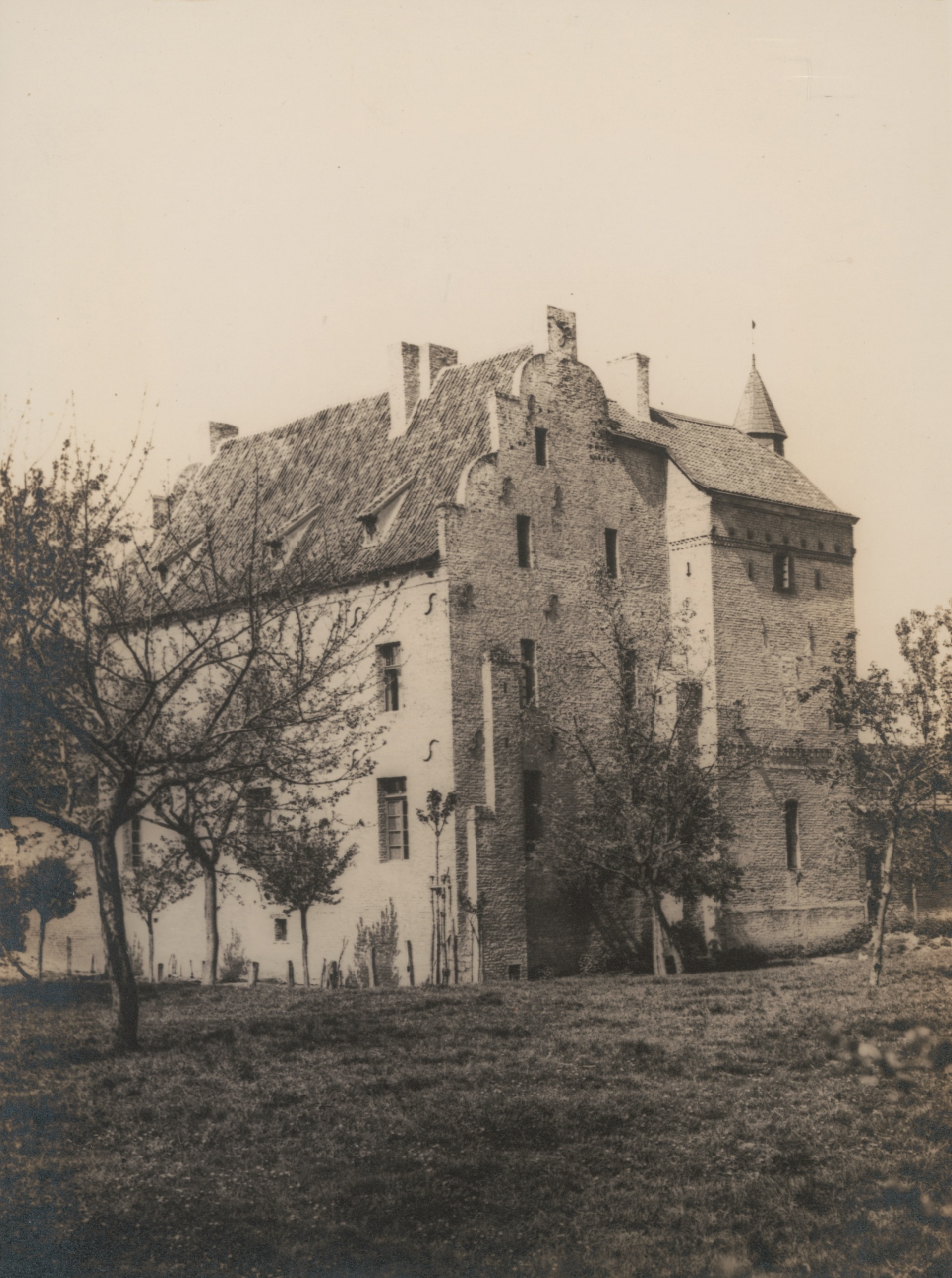
Burg Obbendorf 1915

1604 wurden die Wohngebäude von der Familie von Hammerstein vollständig neu errichtet. Sie änderte auch den Torturm ab und baute ihn zu Wohnzwecken um. Dabei wurde sein oberstes Geschoss abgetragen. Nur kurze Zeit nach diesen Baumaßnahmen erwarb Theodor Althoven, Vizekanzler des Herzogtums Jülich-Berg, den Komplex für 6300 Reichstaler. Seine Enkel verkauften den verschuldeten Besitz 1764 an den Hauptgläubiger, einen Freiherrn von Hallberg.
Nach 1850 baute man die Burg zu einem landwirtschaftlichen Betrieb um. 1907 erwarb Hubert Müller das Anwesen und erweiterte es durch Hinzufügung des nördlichen Stalltrakes zu einer geschlossenen Hofanlage. Die Liegenschaft befindet sich weiterhin im Besitz seiner Nachkommen.
Nach einer umfänglichen Renovierung im Jahre 1995 wurde die Burg zu einem Hotel-Restaurant umgenutzt.